# Malem-Hodar
Pour les articles homonymes, voir Malem (homonymie).
Malem Hodar est une commune rurale du Sénégal située dans le département de Malem Hodar et la région de Kaffrine.
La naissance de cette communauté rurale remonte à 1976 à la suite de la loi 72.25 du 19 avril 1972 qui a vu naître les communautés rurales au Sénégal. Son érection en tant que commune date de juillet 2008.

## Présentation de la localité

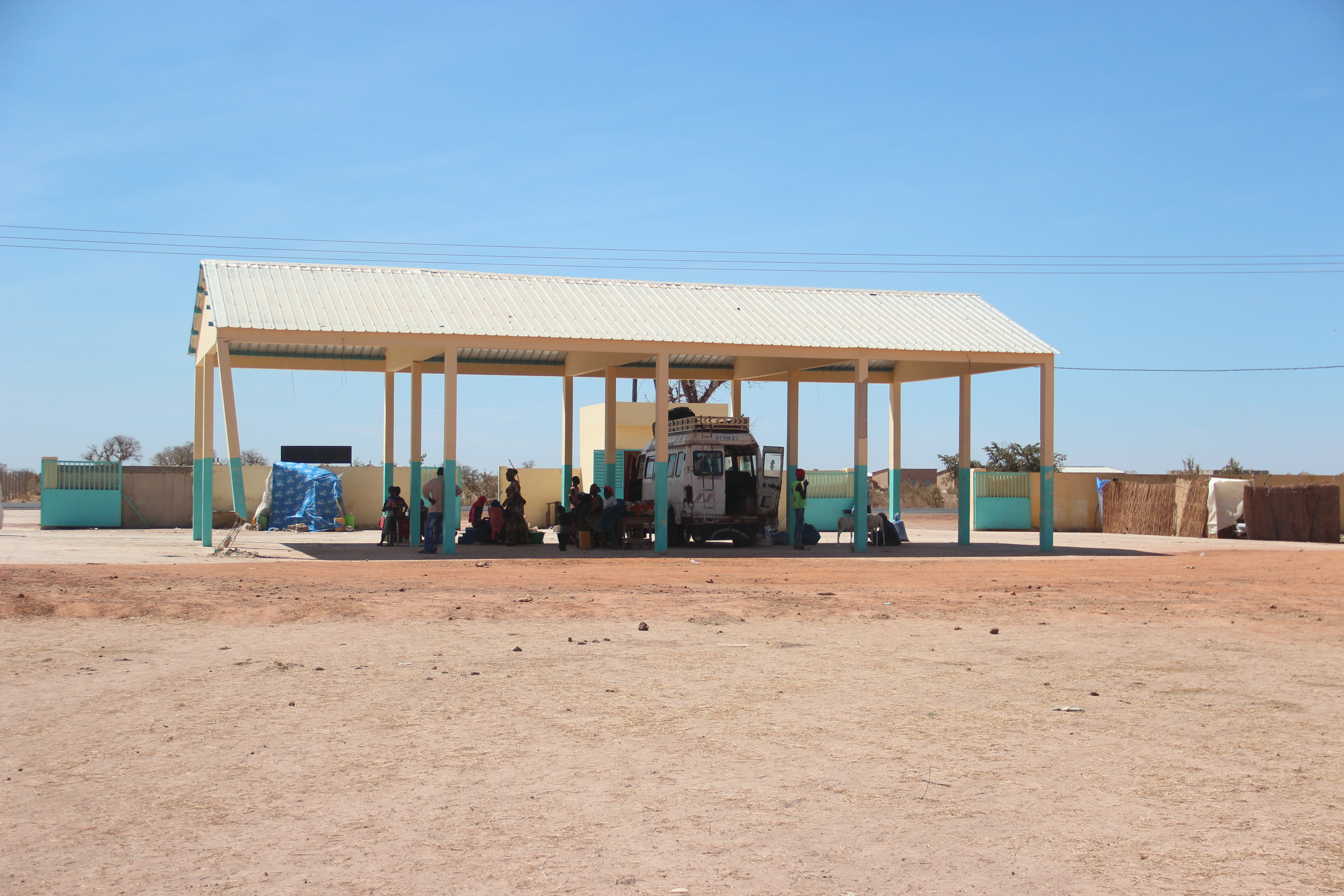
Gare routière de Malem-Hoddar.

Depuis juin 2008, l'érection de Kaffrine en région a permis la départementalisation de Malem-Hodar. Le département de Malem-Hodar comporte une commune, Malem-Hodar, qui est aussi chef-lieu de département, et 2 arrondissements : Darou Minane II et Sagna.
La commune de Malem-Hodar se situe au sud-est de l’arrondissement du même nom. Elle est limitée à l’est par la C.R. de Maka Yop, à l’ouest par la communauté rurale de Kahi, au nord par la C.R. de Djanké Souf et au sud par les communautés rurales de Kathiotte et de Diokoul Mbelbouck.
La commune rurale de Malem-Hodar couvre une superficie de 625,5 km2 soit 15,35 % de l’arrondissement. Elle englobe 64 villages. La population s’élevait en 2002 à 29 570 habitants avec un taux de croissance de 2,25 %. La densité de la communauté rurale est de 47 habitants par km². L’occupation de l’espace fait apparaître 2 sous-zones. Le nord est occupé par les autochtones (Ndao, Ka). Les populations sont les plus anciennes mais sont les moins équipées.
La sous-zone du sud est la plus équipée en infrastructure humaines. Elle est peuplée d’habitants d’origine diverse. La population est jeune (53,7 %) et les femmes représentent 52 %.
Les sols sont dominés par le sol Dior (un sol ferrugineux tropical localement
appelé Dior), qui occupe 41 445 ha, soit 66 %. Les sols Dek (un sol avec des propriétés hydromorphes localement appelé Dek) occupent 12 104 ha soit 19 %. Les sols latéritiques (voir latérite) représentent 11,84 % soit donc 7 419 ha.

## Les potentialités de la communauté rurale
La C.R. dispose de forêts classées assez importantes. On peut citer la forêt classée de Malem-Hodar avec une superficie de 500 ha, la forêt classée de Sagna (3900 ha) ou celle de Delby (700 ha). On n’y retrouve pas de cours d’eau permanents. Cependant la zone est dotée d’une cinquantaine de marigots et mares dont les plus importantes sont : Bigué Nguisane, Maka et Penda Malem qui stockent l’eau jusqu’en décembre.
La communauté rurale a d’importantes superficies cultivables. Les sols Dior, favorables à l’agriculture arachidière, occupent 66 % des superficies. L’existence de ces superficies cultivables, associées à une pluviométrie acceptable (la moyenne annuelle est de 585 mm) font de la zone un véritable producteur d’arachide.

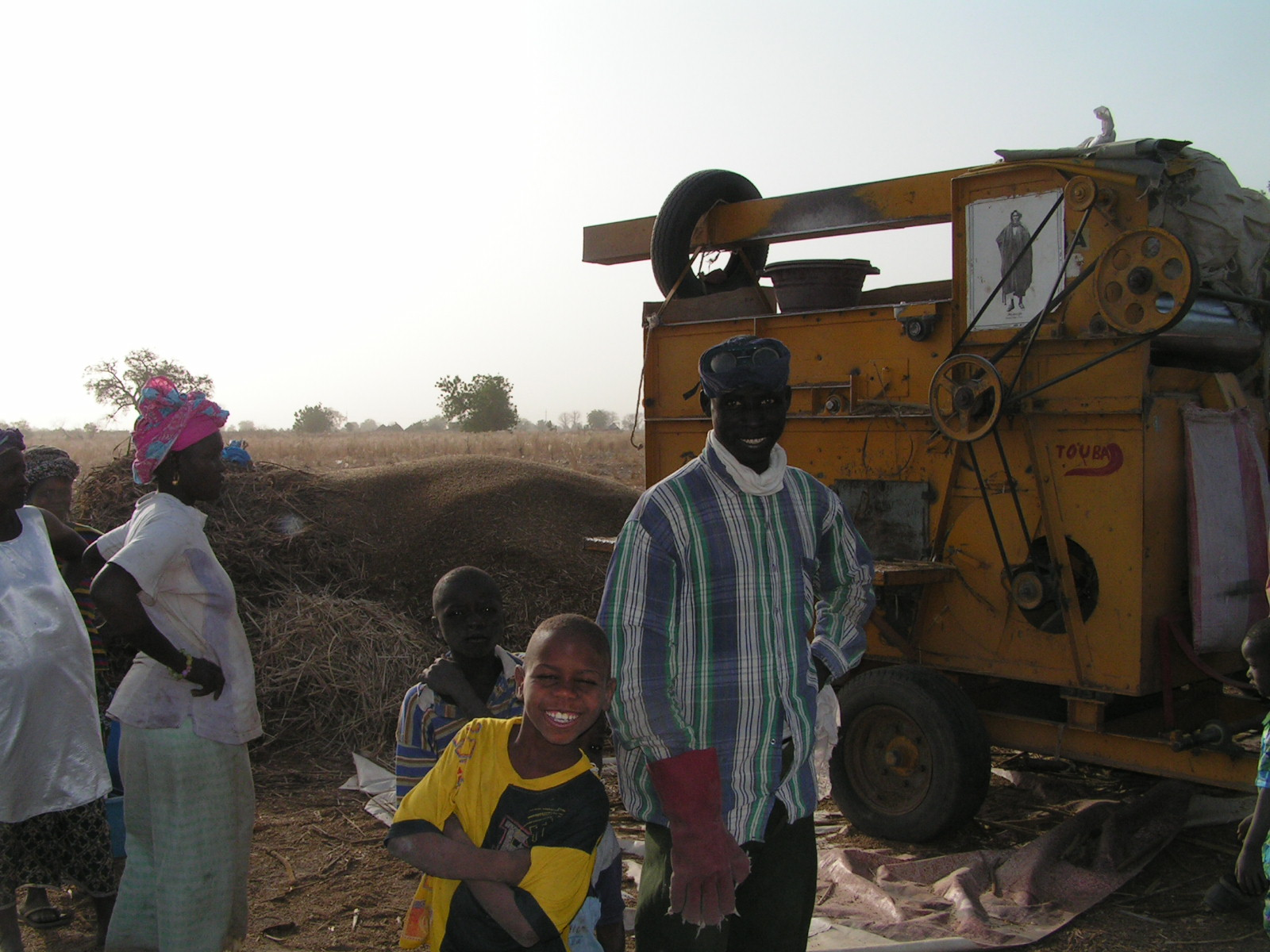
Battage du mil, janvier 2007

Sur le plan hydraulique, la C.R. dispose de 5 forages alimentant 19 villages. On retrouve ces forages à Malem-Hodar, Sagna, Séame, Niahène et Malem Thierigne.
Medina Fass dispose d’un château d’eau équipé d’une moto-pompe. En dehors de ces infrastructures, la C.R. bénéficie d’une centaine de puits.
L’éducation scolaire est toujours marquée par de faibles effectifs. En effet, la carte scolaire est occupée par 2 cases des Tout-Petits, 21 écoles primaires et un collège d’enseignement moyen ouvert en octobre 2004. Les écoles élémentaires disposent de 1900 élèves dont 1091 filles soit 57,42 % des effectifs. On dénombre au total 49 salles de classe dans toute la communauté rurale dont 10 abris  provisoires.
Les effectifs varient d’une école à l’autre. L’école élémentaire Mor Ndiama Kâ a l’effectif le plus élevé (347 élèves) alors que l’école élémentaire de Malem Thierigne concentre 36 élèves.

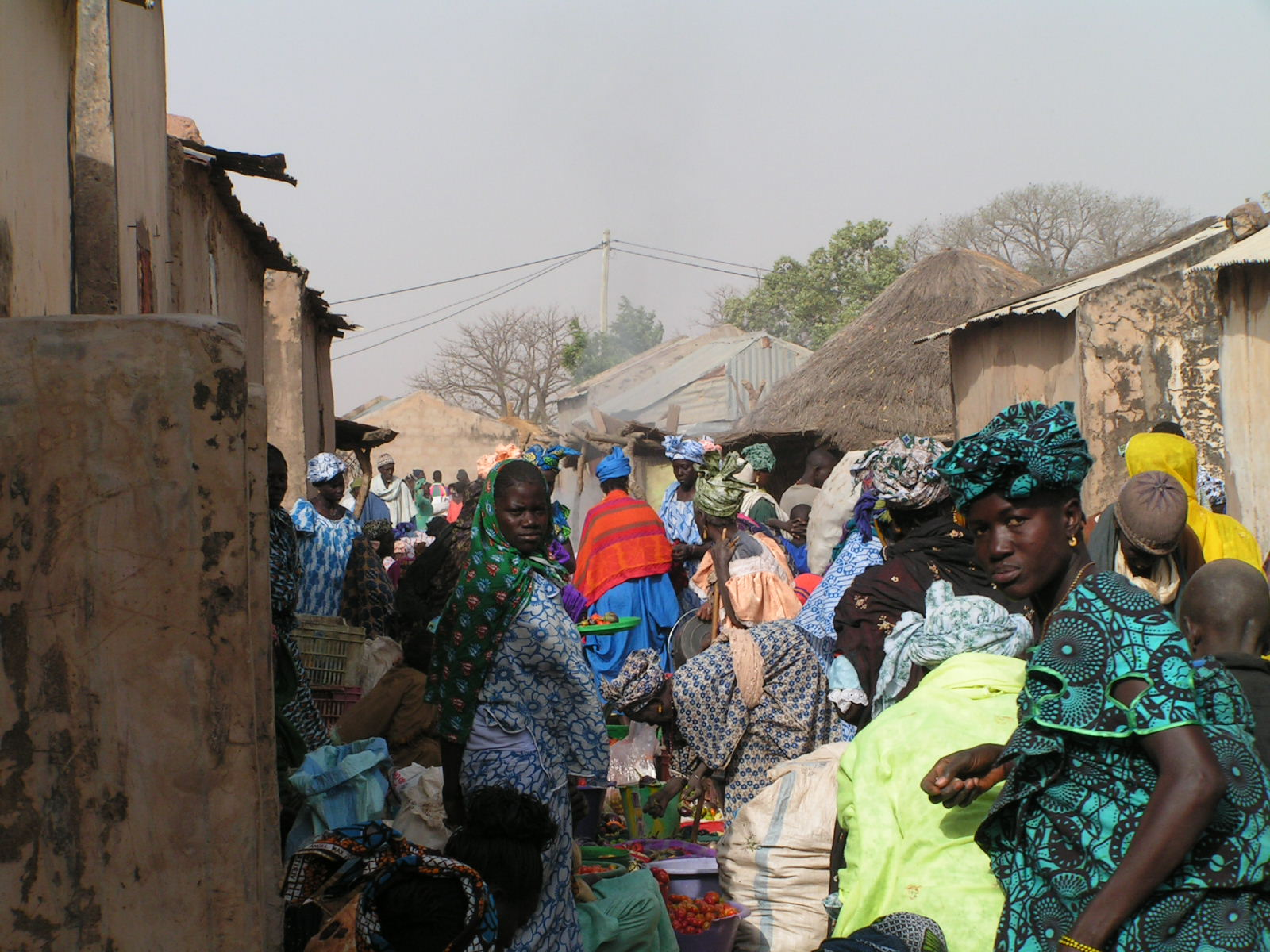
Jour de marché, janvier 2007

## Le budget de la communauté rurale de Malem-Hodar
Les activités du conseil rural de Malem-Hodar fonctionnent grâce aux ressources d’origines diverses. Le budget ou loi des finances de l’année est l’évaluation prévisionnelle des recettes et des dépenses de la communauté rurale.
L’élaboration du budget nécessite un calendrier budgétaire.
- Le calendrier budgétaire : c’est un long processus qui va de la collecte d’informations jusqu’à la restitution. Il comprend 8 étapes. En effet, la première étape consiste à la collecte d’informations qui se fait en septembre ; en octobre s’effectue le débat d’orientation qui est la 2e étape. L’élaboration du budget représente la 3e étape qui se déroule en novembre. En décembre se déroulent les 4e, 5e et 6e étapes qui sont respectivement le vote du budget, sa transmission et son approbation par le sous-préfet. Le reste de l’année sera consacré aux 2 dernières étapes c’est-à-dire à l’exécution et à la restitution du budget.
- Les recettes : Les ressources de la C.R. de Malem-Hodar proviennent de plusieurs recettes parmi lesquelles on peut citer
  - Les impôts locaux, ils englobent la Taxe rurale et les contributions patentes. Les recettes des impôts locaux ont donné dans le budget de 2003 une valeur de 11 000 000 de francs.
  - Les produits dominicaux. C’est la location des souks, des droits de places, les droits de fourrière et les droits de stationnement des voitures. En 2003, les produits dominicaux ont généré 6 000 000 de francs.
  - Les produits d’exploitation qui regroupent les droits d’alignement et le droit de timbre pour les documents des actes d’État civil (3 050 000 francs)

En dehors de ces recettes, la communauté rurale  reçoit de l’État sénégalais des fonds, appelés fonds de dotation de fonctionnement.
Au total, les recettes ont représenté pour le budget de 2003 une valeur de 60 398 641 francs.
- - Les dépenses : Elles peuvent être regroupées en 2 sous-ensembles : les dépenses de fonctionnement et les dépenses d’investissement. Les dépense de fonctionnement prennent en charge le cabinet du PCR (avec notamment son carburant, ses indemnités), la propriété communautaire, éclairage public). Dans le budget de 2003, les dépenses étaient évaluées à 20 733 246 francs. Les dépenses d’investissement regroupent les réalisations à effectuer dans la communauté rurale. Par exemple la construction d’infrastructures à caractère commercial (souks), la construction d’une salle de classe dans un village de la communauté rurale, ou les travaux d’adduction d’eau constituent des dépenses d’investissement.

## Conclusion
Vaste par sa superficie, riche en ressources pédologiques, très faible taux de scolarisation des populations, la communauté rurale de Malem-Hodar doit encore beaucoup investir dans le domaine de l’éducation et de la formation de ses ressources humaines pour pouvoir aspirer à un développement local.